# Réserve écologique de Tantaré
La réserve écologique de Tantaré est située au nord-est de la Garnison Valcartier, à 42 km au nord-ouest de Québec.  Cette réserve protège des écosystèmes représentatifs des moyennes et basses Laurentides du Saguenay, qui font partie du domaine de l'érablière sucrière à bouleau jaune et de la sapinière à bouleau jaune.  Tantaré signifie «où il y a un lac» en wendat.